# Сузгар'є
Сузга́р'є (рос. Сузгарье, ерз. Сузгарьге) — село у складі Рузаєвського району Мордовії, Росія. Адміністративний центр Сузгар'євського сільського поселення.

## Населення
Населення — 781 особа (2010; 832 у 2002).
Національний склад (станом на 2002 рік):
- мокшани — 93 %